# 梁仲文 (警察)
梁仲文（英語：Leung Chung-man，？—），是一名香港高級警司（媒體聯絡及傳訊）。因於2020年8月接替江永祥成為警察公共關係科高級警司而受到關注。

## 經歷
梁仲文於香港大學考取工商管理一級榮譽學士學位。畢業後曾於一間資訊科技顧問公司任職企業顧問，後來因工作滿足感低，希望服務社會，2001年11月加入警隊。
梁仲文曾於三次督察專業考試中合共考獲十科「優異」及一科「優良」的成績，獲頒榮譽警棍及由處長頒發的學業成績優異證書，曾接受警隊內部刊物《警聲》訪問。他亦是首批獲選全費資助修讀警察學院與英國劍橋大學合辦的「應用犯罪學與警務管理研究碩士課程」兼讀制深造課程的學員。

## 個人公職
梁仲文曾於警察機動部隊「C」連、天水圍分區巡邏小隊等隊伍工作。
2016年擔任深水埗分區指揮官
2017年擔任西九龍總區警司，曾在2017年尖沙咀農曆新年花車巡遊參與調配警力，實施人流管理及特別交通交排等統籌工作。

### 鐵路警區
2019年12月，鐵路警區「鐵路應變部隊」開始執勤，處理港鐵突發事故。時任鐵路警區指揮官的梁仲文曾參與記者會，向記者介紹部隊，指近年國際恐怖活動有針對鐵路系統的趨勢，因此設立「鐵路應變部隊」。部隊曾在正式執勤前於馬場站進行反恐演習，梁仲文亦有參與。

### 警察公共關係科
2020年8月，梁仲文接替江永祥於警察公共關係科高級警司（媒體聯絡及傳訊）的職位，江永祥將平調至輔警總部。
2024年1月，梁仲文晉升為公共關係部總警司。

## 爭議

### 元朗襲擊事件
2019年7月21日，元朗地鐵站發生襲擊事件。事後，時任民間人權陣線副召集人陳皓桓到廉署舉報警方當日涉嫌公職人員行為失當及貪污。由於事件發生於梁仲文管轄的鐵路警區，而且警方可實時觀看港鐵閉路電視影像，但當日警方接報39分鐘後有防暴警察到場。因此舉報對象包括梁仲文。警方指，案件已進入法律程序，對事件無回應。